# 佐藤一彦 (編集者)
佐藤 一彦（さとう かずひこ、1954年 - ）は、日本の編集者。リトルランド代表取締役社長。

## 略歴
埼玉県出身。長野県諏訪清陵高等学校を経て、早稲田大学第一文学部卒業。主婦の友社入社。『ef』、『Cawaii!』等の編集長を経て、主婦の友リトルランド（現・リトルランド）代表取締役社長に就任。2019年株式譲渡により親会社が、主婦の友社から城南進学研究社に変わり、リトルランドに社名変更。